# توكوغاوا تسونايوشي
توكوغاوا تسونايوشي (باليابانية: 徳川 綱吉) (توكوغاوا هو اسم العائلة) (23 فبراير 1646 - 19 فبراير 1709) كان خامس شوغون من حكومة توكوغاوا في اليابان. كان الأخ الأصغر لتوكوغاوا إيتسونا وابن توكوغاوا إيميتسو، حفيد توكوغاوا هيديتادا وابن حفيد توكوغاوا إيئه-ياسو.
يشتهر تسونايوشي بوضع قانون حماية الحيوانات الياباني خاصة الكلاب، مما عكس ذلك على اسمه بتسميته «شوغون الكلاب».